# 通古斯湾
通古斯湾（俄语：Бухта Тунгус），前称良沟崴湾，是彼得大帝湾的海湾，在特鲁德内半岛南岸，处通古斯角和利哈乔夫角间，属滨海边疆区纳霍德卡城区管辖。它以通古斯号纵帆船命名。